# ウラジーミル・フォック
ウラジーミル・アレクサンドロヴィチ・フォック（ロシア語:Владимир Александрович Фoк、英語:Vladimir Aleksandrovich Fock、1898年12月22日 - 1974年12月27日）はロシアの物理学者。

## 来歴

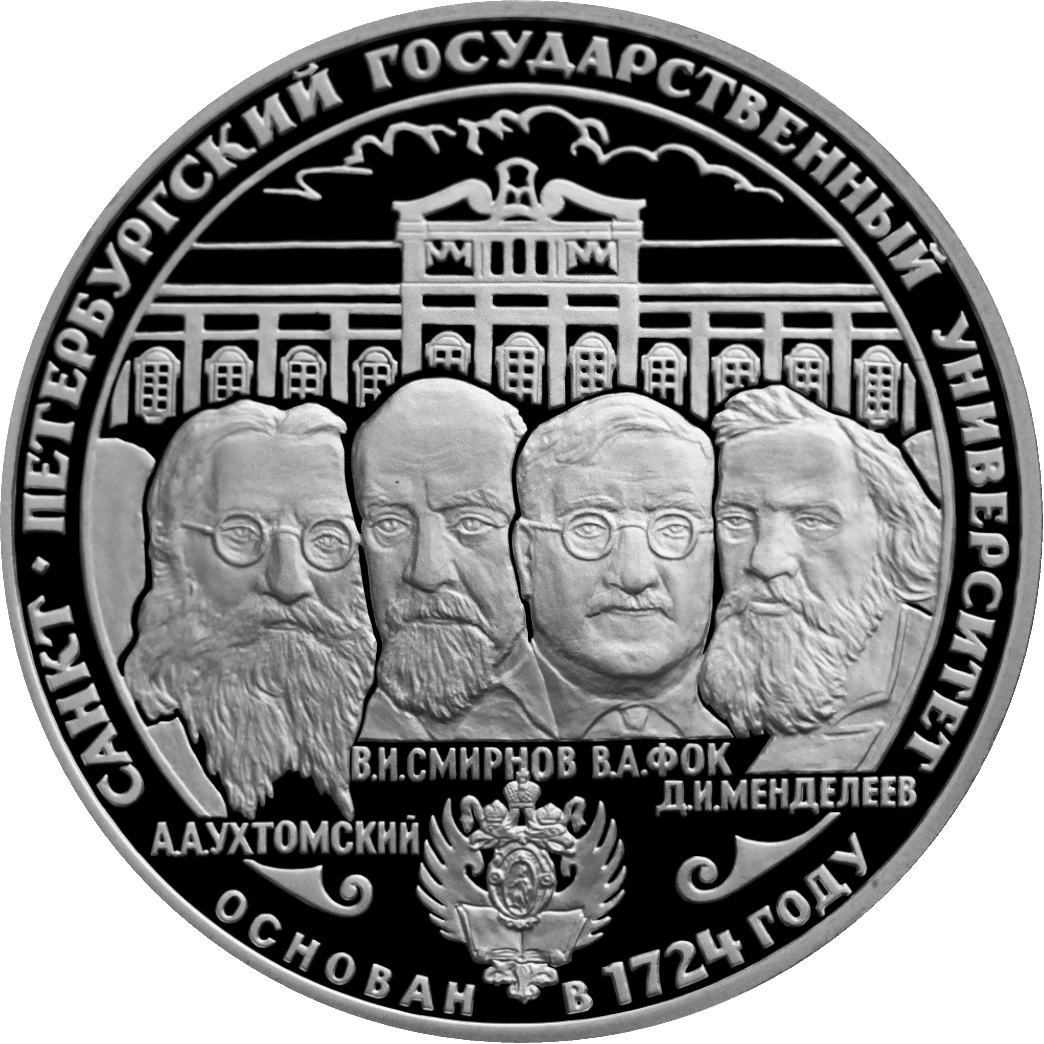
サンクトペテルブルク大学創立275周年ロシア連邦中央銀行記念貨幣（右から2番目がフォック）

ロシア帝国サンクトペテルブルク出身。1922年にペトログラード大学(現在のサンクトペテルブルク大学)を卒業し、同大学院で研究を続ける。1932年には同大学（名称はレニングラード大に変更）の教授となった。特に量子力学の分野で基礎的な研究を行った。1926年にクライン-ゴルドン方程式を一般化し、1930年にはハートリー-フォック法を開発した。フォック空間、フォック表示、フォック真空、フォック状態など、フォックの名を冠した用語も多い。
国際量子分子科学アカデミー会員、ソビエト連邦科学アカデミー（現在のロシア科学アカデミー）会員でもあった。1971年ヘルムホルツ・メダル受賞。